# Tropidocarpum lanatum
Tropidocarpum lanatum är en korsblommig växtart som först beskrevs av François Marius Barnéoud, och fick sitt nu gällande namn av Al-shehbaz och Robert A. Price. Tropidocarpum lanatum ingår i släktet Tropidocarpum och familjen korsblommiga växter. Inga underarter finns listade i Catalogue of Life.